# 페가수스몬
《페가수스몬》은 디지털 몬스터에 나오는 아머체의 성수형 디지몬이다. 필살기는 슈팅 스타이다. 원판 이름은 페가스몬(PEGASMON, ペガスモン).

## 소개
파닥몬이 희망의 디지멘탈의 의해 아머진화한 형태로, 페가수스의 모습을 하고 있다.